# Telega

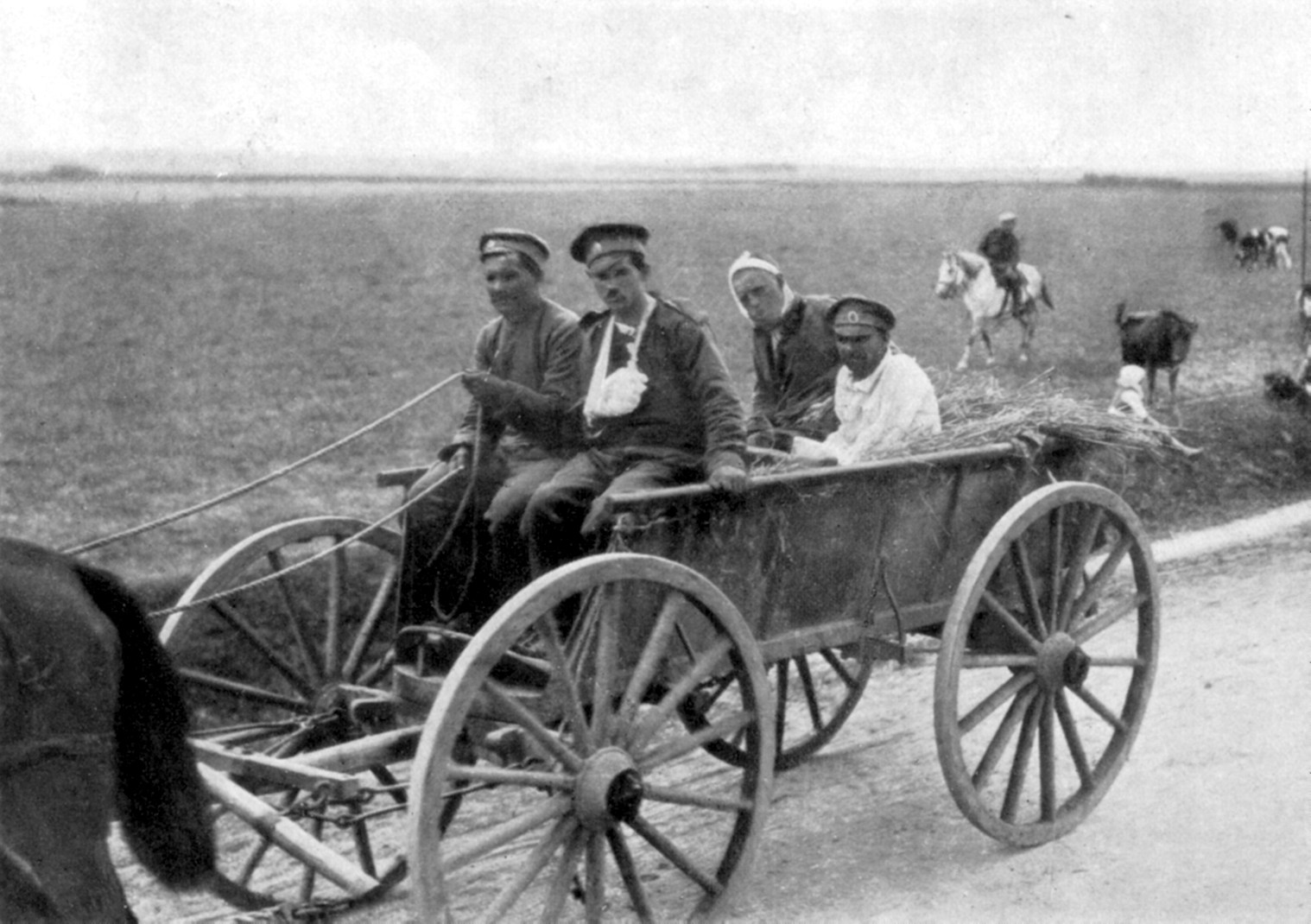
Soldados russos feridos em um telega (Primeira Guerra Mundial).

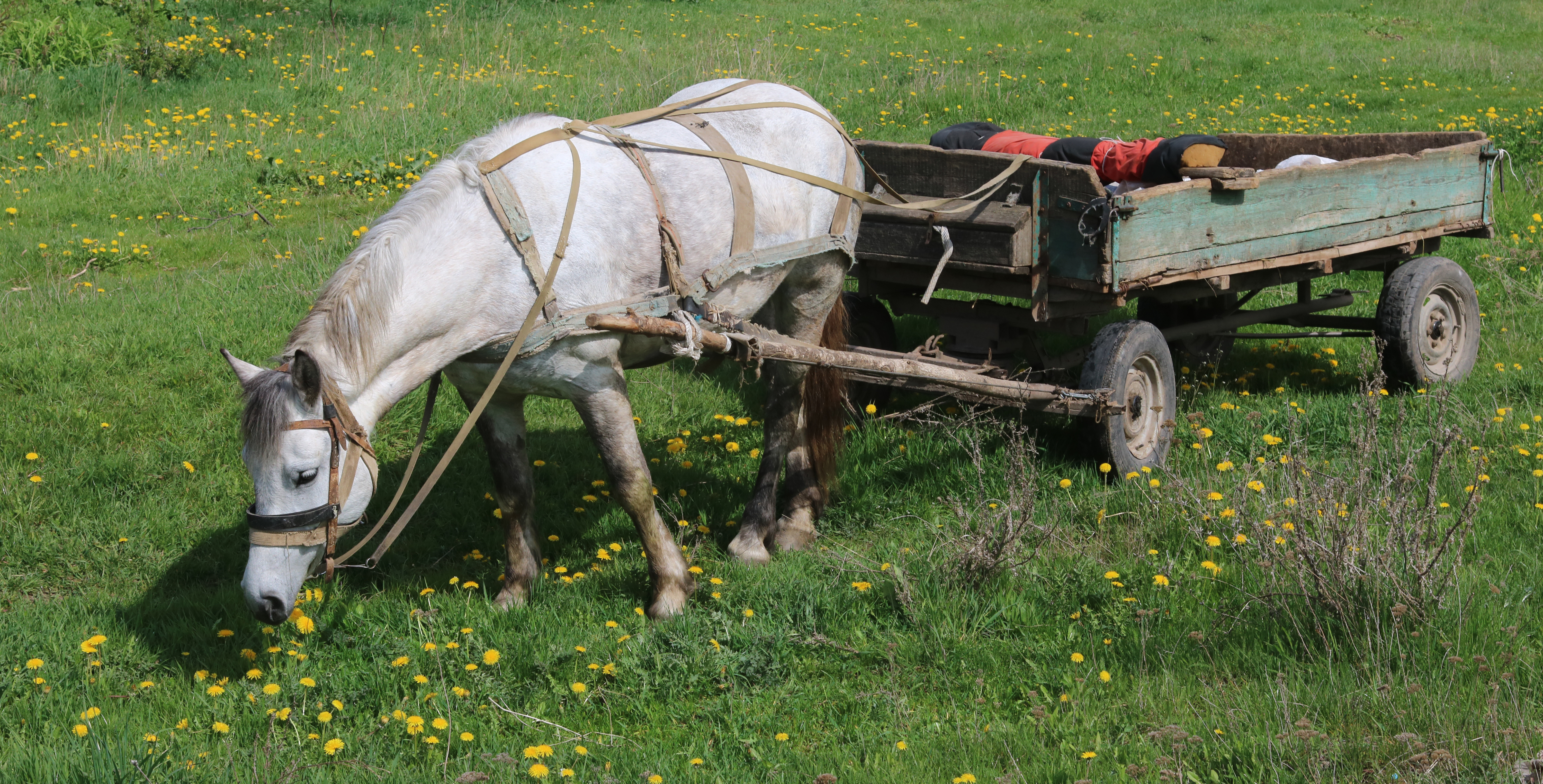
Telega usada na Ucrânia (2017).

Telega (russo:  теле́га; IPA: [tʲɪˈlʲɛgə]) é um tipo de veículo de quatro rodas puxado por cavalos, comum no Leste Europeu e, sobretudo, na Rússia. Sua finalidade principal é transportar cargas, semelhantes ao wain e à carroça. Foi definido como "um tipo especial comumente usado nas províncias do sul e do sudoeste para o transporte de grãos, feno e outros produtos agrícolas".
No romance de Jules Verne Michel Strogoff, seu nome é grafado telga.